# The Front Page
The Front Page é um filme estadunidense de 1974, do gênero comédia, dirigido por Billy Wilder e baseado em peça teatral de Ben Hecht e Charles MacArthur.
O filme foi a terceira das quatro vezes em que a peça teatral de Hecht e MacArthur foi adaptada para o cinema; as versões anteriores foram The Front Page (Última Hora), de 1931, e His Girl Friday (Jejum de Amor), de 1940, e posteriormente a peça foi refilmada como Switching Channels (Troca de Maridos), em 1988.

## Sinopse
Cansado da vida estressante no jornal, Hildy Johnson decide largar o emprego e casar com seu grande amor. Entretanto, o editor do jornal onde ele trabalha tenta convencê-lo a ficar no emprego por mais um tempo, para que ele cubra a ida de um condenado à forca.

## Elenco
- Jack Lemmon como Hildebrand Johnston ('Hildy')
- Walter Matthau como Walter Burns / Otto Fishbine
- Susan Sarandon como Peggy Grant
- Vincent Gardenia como 'Honest Pete' Hartman
- David Wayne como Roy Bensinger
- Allen Garfield como Kruger
- Austin Pendleton como Earl Williams
- Charles Durning como Murphy
- Herb Edelman como Schwartz
- Martin Gabel como Dr. Max J. Eggelhofer
- Harold Gould como prefeito / Herbie

## Principais prêmios e indicações
Globo de Ouro 1975 (EUA)
- Recebeu três indicações nas categorias de melhor filme - comédia / musical e melhor ator - comédia / musical (Jack Lemmon e Walter Matthau).[3]

Prêmio David di Donatello 1975 (Itália)
- Venceu nas categorias de melhor diretor estrangeiro e melhor ator estrangeiro (Jack Lemmon e Walter Matthau).